# It's Hard
It's Hard è il decimo album in studio del gruppo rock inglese The Who, pubblicato nel 1982.

## I brani
La canzone Athena è stata ispirata da Theresa Russell, musa di Pete Townshend e, inizialmente, avrebbe dovuto intitolarsi Theresa. .

## Tracce
1. Athena (Townshend) - 3:46
2. It's Your Turn (Entwistle) - 3:39
3. Cooks County (Townshend) - 3:34
4. It's Hard (Townshend) - 3:47 (in versione estesa nell'edizione rimasterizzata del 1997 ed ha delle parti differenti di chitarra all'inizio della canzone)
5. Dangerous (Entwistle) - 3:15 (in versione estesa nell'edizione rimasterizzata del 1997 e la voce è stata remixata)
6. Eminence Front (Townshend) - 5:39 (nell'edizione rimasterizzata del 1997 la voce è stata remixata per essere presente su entrambi i canali stereo e vi sono delle differenti parti di basso)
7. I've Known No War (Townshend) - 5:45 (nell'edizione rimasterizzata del 1997 e la voce è stata remixata)
8. One Life's Enough (Townshend) - 2:21
9. One at a Time (Entwistle) - 2:55
10. Why Did I Fall for That (Townshend) - 3:18 (nell'edizione rimasterizzata del 1997 il finale è stato esteso)
11. A Man Is a Man (Townshend) - 3:48
12. Cry If You Want (Townshend) - 4:35 (nell'edizione rimasterizzata del 1997 il finale è stato esteso)

- La versione rimasterizzata del 1997 presentava quattro tracce aggiuntive registrate dal vivo:

1. It's Hard (Townshend) - 4:56 (questa versione fu registrata nell'ultima data del tour degli Who del 1982, a Toronto il 17 dicembre)
2. Eminence Front (Townshend) - 5:37
3. Dangerous (Entwistle) - 3:48
4. Cry If You Want (Townshend) - 7:12 (questa versione fu registrata nell'ultima data del tour degli Who del 1982, a Toronto il 17 dicembre)

## Formazione

### Gruppo
- Roger Daltrey - voce
- Pete Townshend - chitarra, tastiere, sintetizzatori, voce
- John Entwistle - basso, corno, sintetizzatori, tastiere, voce
- Kenney Jones - batteria

### Altri musicisti
- Andy Fairweather-Low - voce
- Tim Gorman - tastiere
- Simon Townshend, voce addizionale